# Wilga (gmina)
Pour les articles homonymes, voir Wilga.
Wilga est une gmina (commune) rurale du powiat de Garwolin, dans la Voïvodie de Mazovie, dans le centre-est de la Pologne.
Son siège administratif  est le village de Wilga, qui se trouve à environ 17 kilomètres au sud-ouest de Garwolin (siège de la powiat) et 49 kilomètres au sud-est de Varsovie (capitale de la Pologne).
La gmina couvre une superficie de 119,13 km2 pour une population de 5 262 habitants en 2006.

## Histoire
De 1975 à 1998, la gmina est attachée administrativement à la voïvodie de Siedlce. Depuis 1999, elle fait partie de la voïvodie de Mazovie.

## Géographie
La gmina inclut les villages et localités suivantes :
- Celejów
- Cyganówka
- Goźlin Górny
- Goźlin Mały
- Holendry
- Malinówka
- Mariańskie Porzecze
- Nieciecz
- Nowe Podole
- Nowy Żabieniec
- Ostrybór
- Ruda Tarnowska
- Skurcza
- Stare Podole
- Stary Żabieniec
- Tarnów
- Trzcianka
- Uścieniec-Kolonia
- Wicie
- Wilga
- Wólka Gruszczyńska
- Zakrzew

### Gminy voisines
La gmina de Wilga est bordée des gminy suivantes :
- Garwolin
- Łaskarzew
- Maciejowice
- Magnuszew
- Sobienie-Jeziory
- Warka

## Structure du terrain
D'après les données de 2002, la superficie de la commune de Wilga est de 119,13 km2, répartis comme tel :
- terres agricoles : 37%
- forêts : 42%

La commune représente 9,28% de la superficie du powiat. 

## Démographie
Données du 30 juin 2004 :
| description        | Total  | Total | Femmes | Femmes | Hommes | Hommes |
| ------------------ | ------ | ----- | ------ | ------ | ------ | ------ |
| Unité              | Nombre | %     | Nombre | %      | Nombre | %      |
| population         | 5 305  | 100   | 2 634  | 49,7   | 2 671  | 50,3   |
| Densité (hab./km²) | 44,5   | 44,5  | 22,1   | 22,1   | 22,4   | 22,4   |